# Hohenwart (Pforzheim)

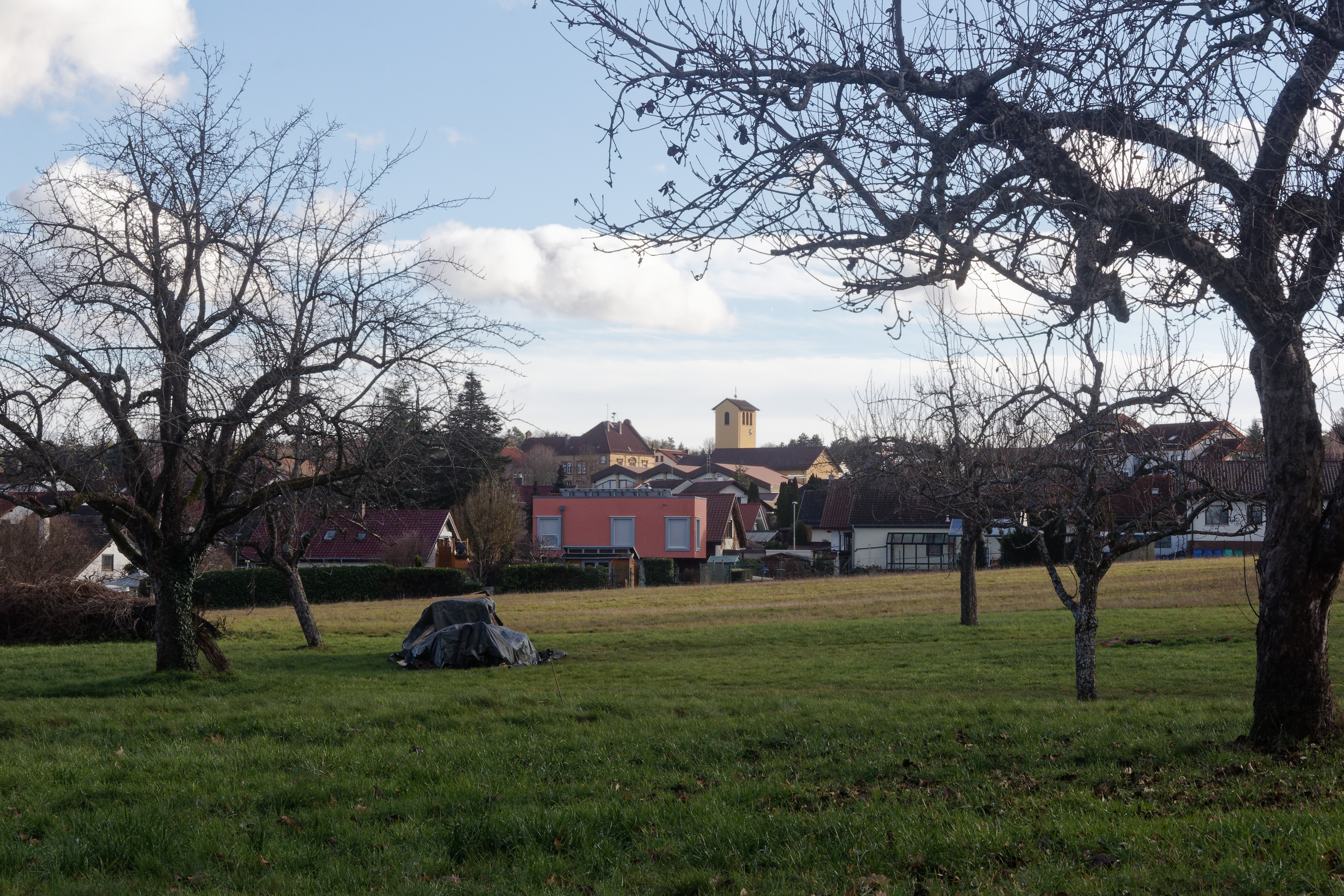
Hohenwart von Westen

Hohenwart ist der am höchsten gelegene Stadtteil von Pforzheim in Baden-Württemberg. Der Ort liegt im Nordschwarzwald in etwa 500 m über NN, etwa neun Kilometer südlich der Kernstadt Pforzheim auf dem Höhenrücken zwischen Nagold und Würm. Hohenwart erstreckt sich über eine Fläche von 4,92 km² und hat 1.820 Einwohner (Stand Dezember 2023).

## Geschichte
Eine erste Besiedlung des heutigen Ortsgebiets fand zwischen 850 und 1000 statt. Hohenwart wurde im Jahr 1130 erstmals urkundlich erwähnt, als der Ort durch einen Tausch mit dem Pfalzgrafen von Tübingen in den Besitz des Klosters Hirsau kam. Lange Zeit gehörte der Ort zur Herrschaft der Freiherren von Gemmingen, bis das Lehen von den Markgrafen von Baden zurückgekauft wurde. Dieses sogenannte Biet umfasst neben Hohenwart alle Orte der Gemeinden Tiefenbronn und Neuhausen.

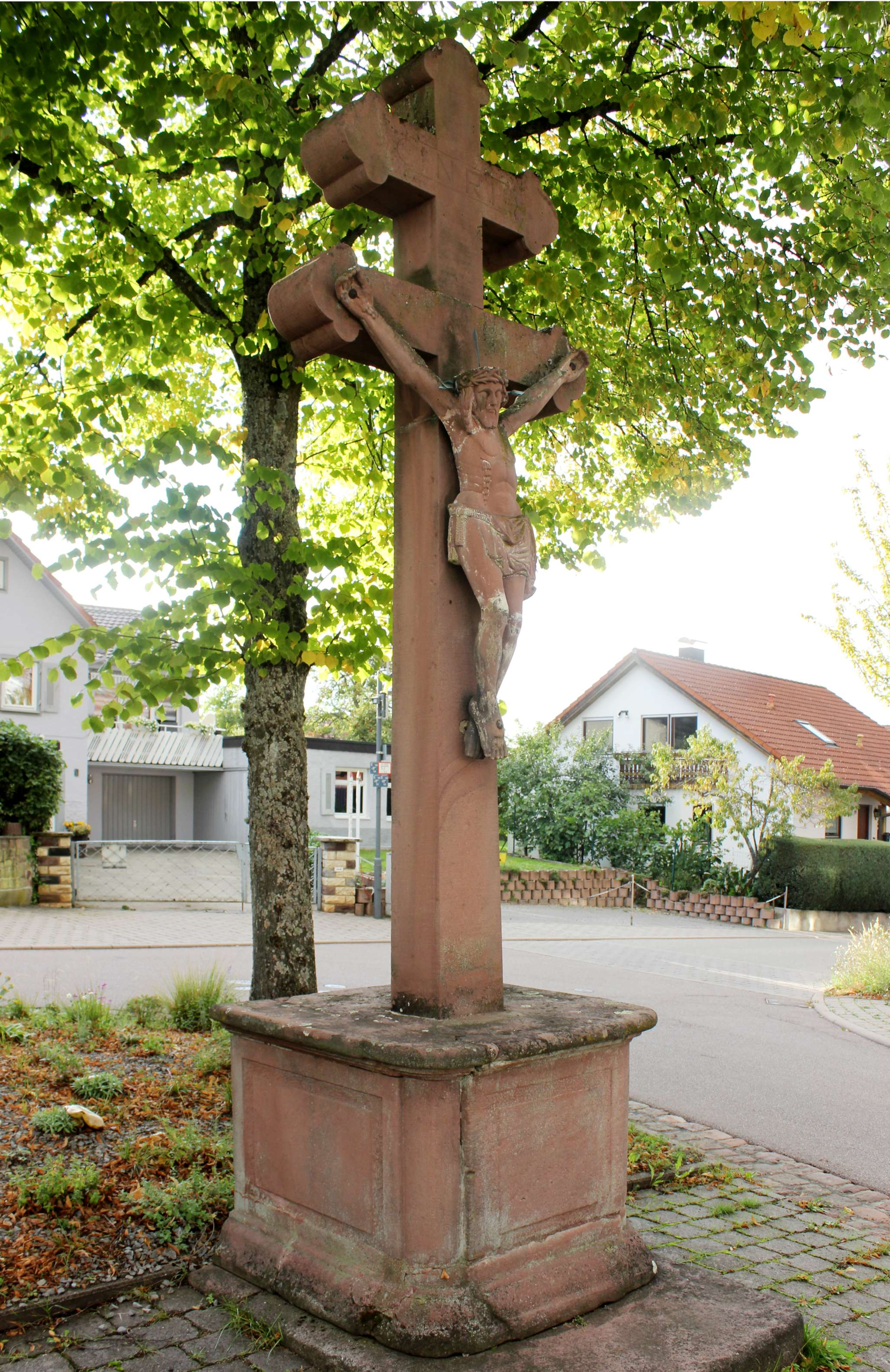
Wegkreuz von 1831 in Sichtweite der Heilig-Kreuz-Kirche, zugleich Vorbild für das Ortswappen

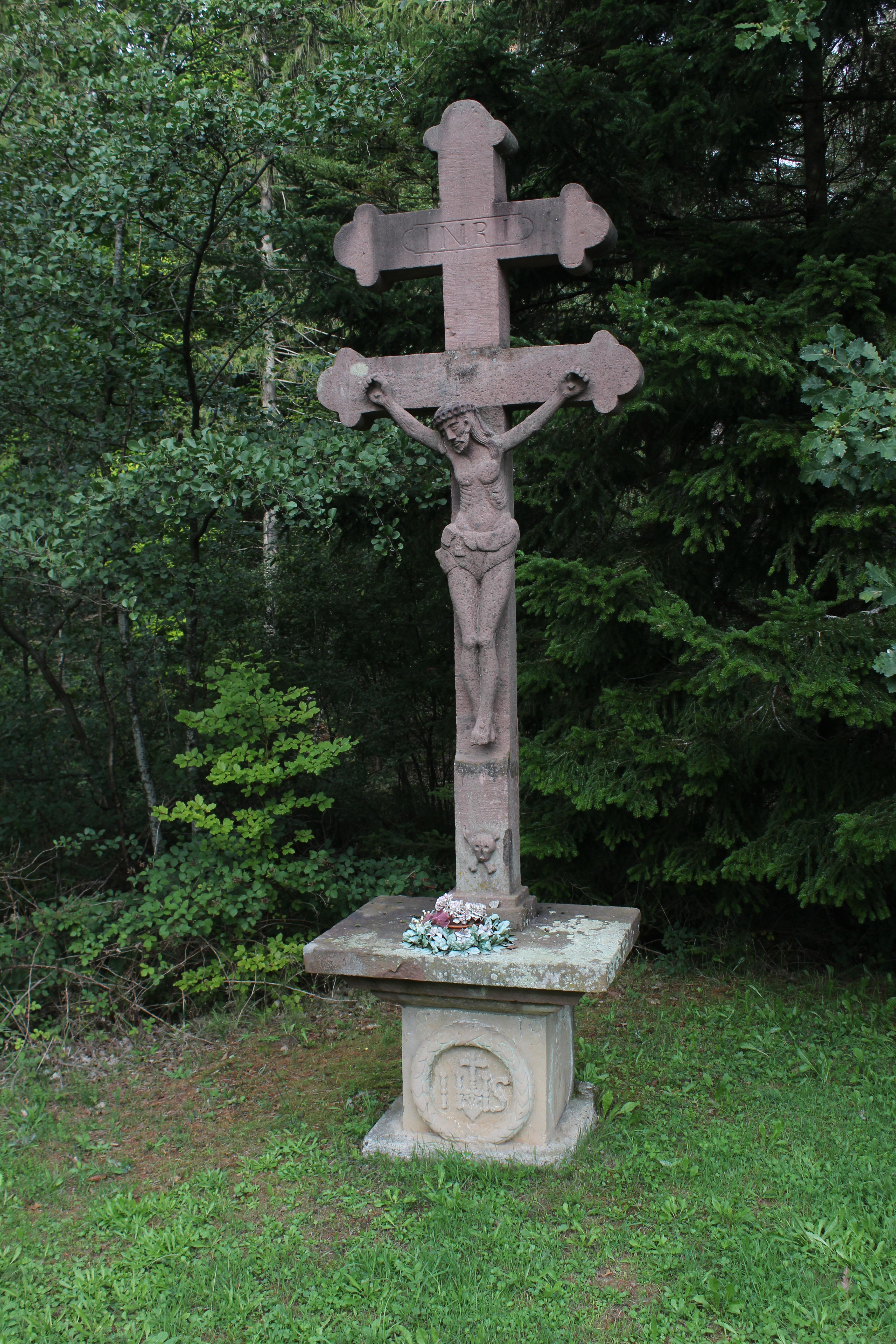
Wegkreuz (1818) an der Grenze zu Neuhausen-Schellbronn

Im Zug der Gebietsreform in Baden-Württemberg ab Anfang der 1970er Jahre wurden zahlreiche bis dahin selbstständige Gemeinden zusammengefasst oder in nahe liegende Städte eingemeindet. In Hohenwart sprachen sich 87 % der Wahlberechtigten in einer Volksabstimmung für die Eingliederung nach Pforzheim aus.
Am 1. April 1972 wurde Hohenwart in die Stadt Pforzheim eingemeindet. Hohenwart besitzt als Stadtteil einen achtköpfigen Ortschaftsrat und eine eigene Ortsverwaltung. Eine katholische Kindertagesstätte und eine einzügige Grundschule sind die einzigen Bildungseinrichtungen des Orts. Die zuvor selbstständige Schule ist seit 2019 eine Außenstelle der Grundschule Huchenfeld.

## Gewerbebetriebe und Vereine
In Hohenwart gibt es nur wenige, kleinere Betriebe, darunter einen Gasthof und eine Filiale der Sparkasse. Seit September 2021 betreibt ein Verein von rund 250 Personen einen Dorfladen. Zudem bereichern zahlreiche weitere Vereine das Dorfleben, u. a. in den Bereichen Musik, Sport und Gartenbau. 
Am Ortsrand befindet sich das Hohenwart Forum, ein Tagungs- und Bildungszentrum der evangelischen Kirche in Pforzheim. Auf dem Gelände des Tagungszentrums befindet sich ein Meditationslabyrinth mit drei Umgängen.

## Sehenswürdigkeiten

### Wallfahrtskirche Heilig Kreuz
1445 wird die Heilig-Kreuz-Kirche erstmals erwähnt. 1728 wurde das Langhaus westseitig verlängert. Der Altar stammt aus dem 18. Jh.
Die Kirche ist Zielpunkt der jährlichen „Bietwallfahrt“ zum Fest der Kreuzerhöhung, die ihren Anfang in Neuhausen-Hamberg nimmt. Dieser katholische Brauch geht auf das Jahr 1689 zurück und war ursprünglich zum Dank für die Verschonung der Gegend im Pfälzischen Erbfolgekrieg ins Leben gerufen worden. Zwischenzeitlich in Vergessenheit geraten, wurde die Tradition 1980 wiederaufgenommen.
Von 1954 bis 1956 wurde mit Maria Königin ein deutlich größeres Gotteshaus für den Alltagsbedarf errichtet.
In der Wallfahrtskirche befindet sich die älteste erhaltene Orgel Nordbadens, die 1736 von Liborius Müller gebaut wurde.

### Evangelische Kirche
Die Evangelische Jesus-Christus-Kirche ist direkt am Ortseingang gelegen und in Buntsandstein gemauert. 

### Aussichtsturm Hohe Warte
2002 wurde der Aussichtsturm Hohe Warte errichtet, der zeitweise der höchste Turm seiner Bauart im Nordschwarzwald war. 

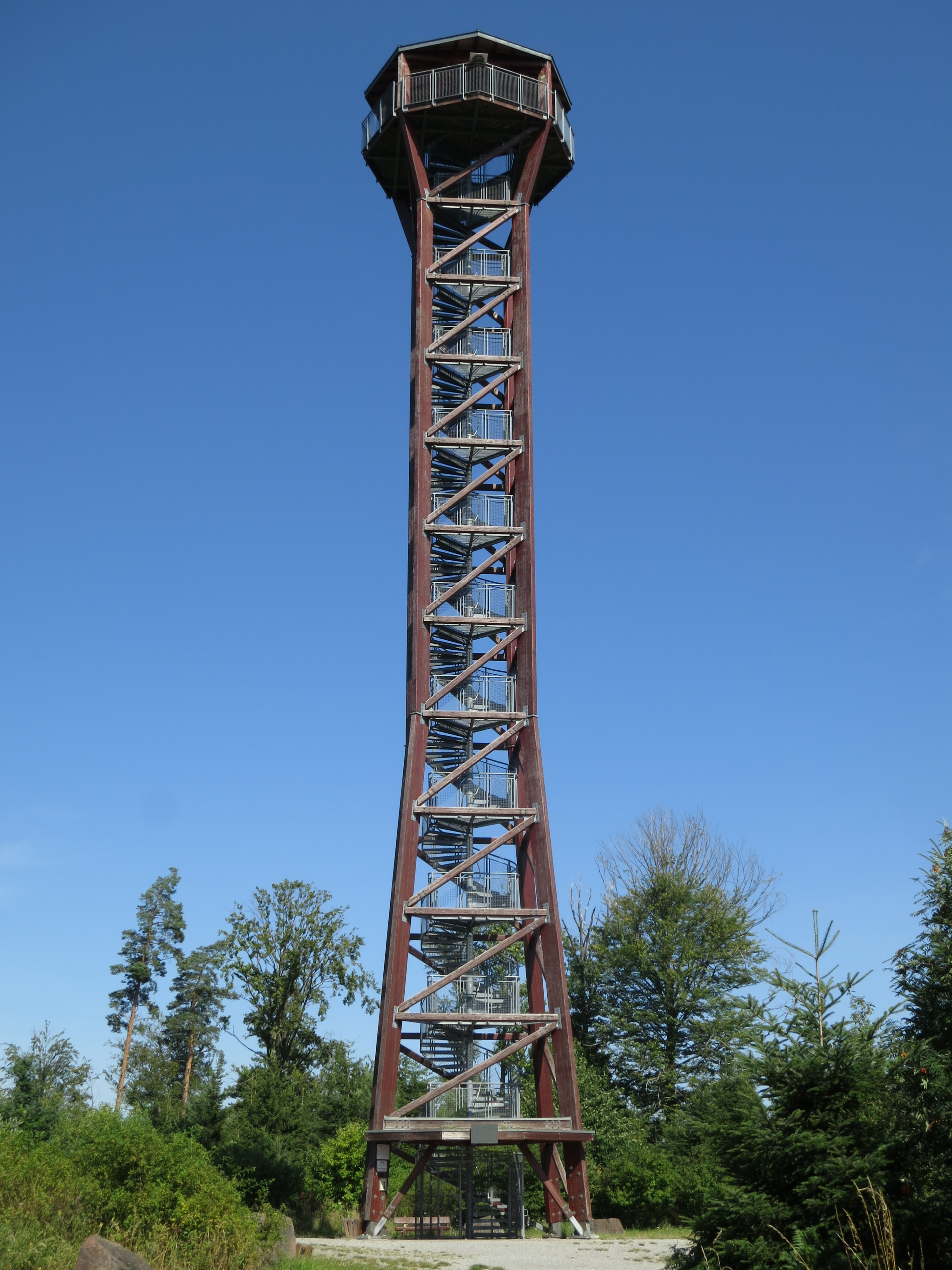
Aussichtsturm Hohe Warte
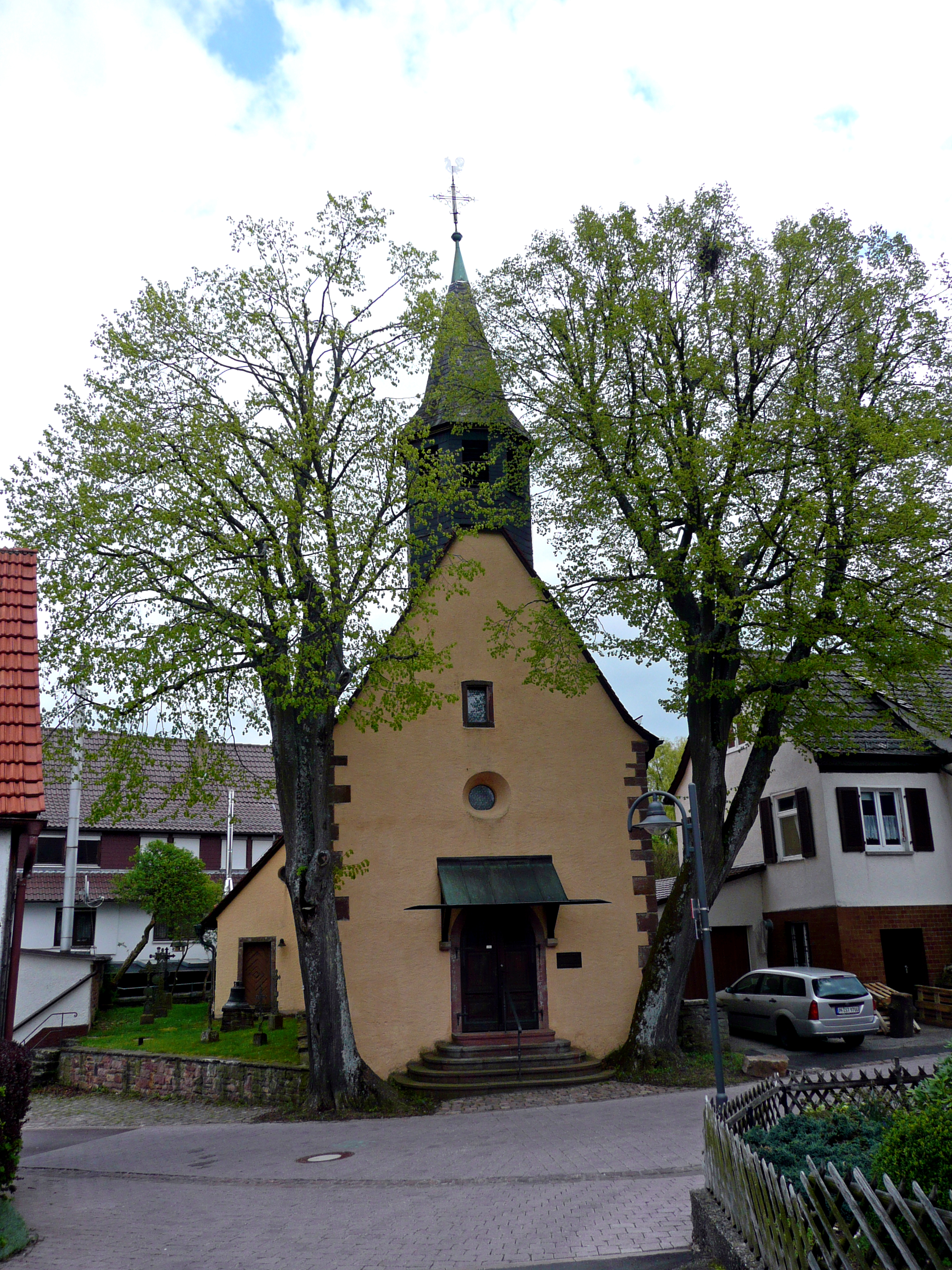
Heilig-Kreuz-Kirche
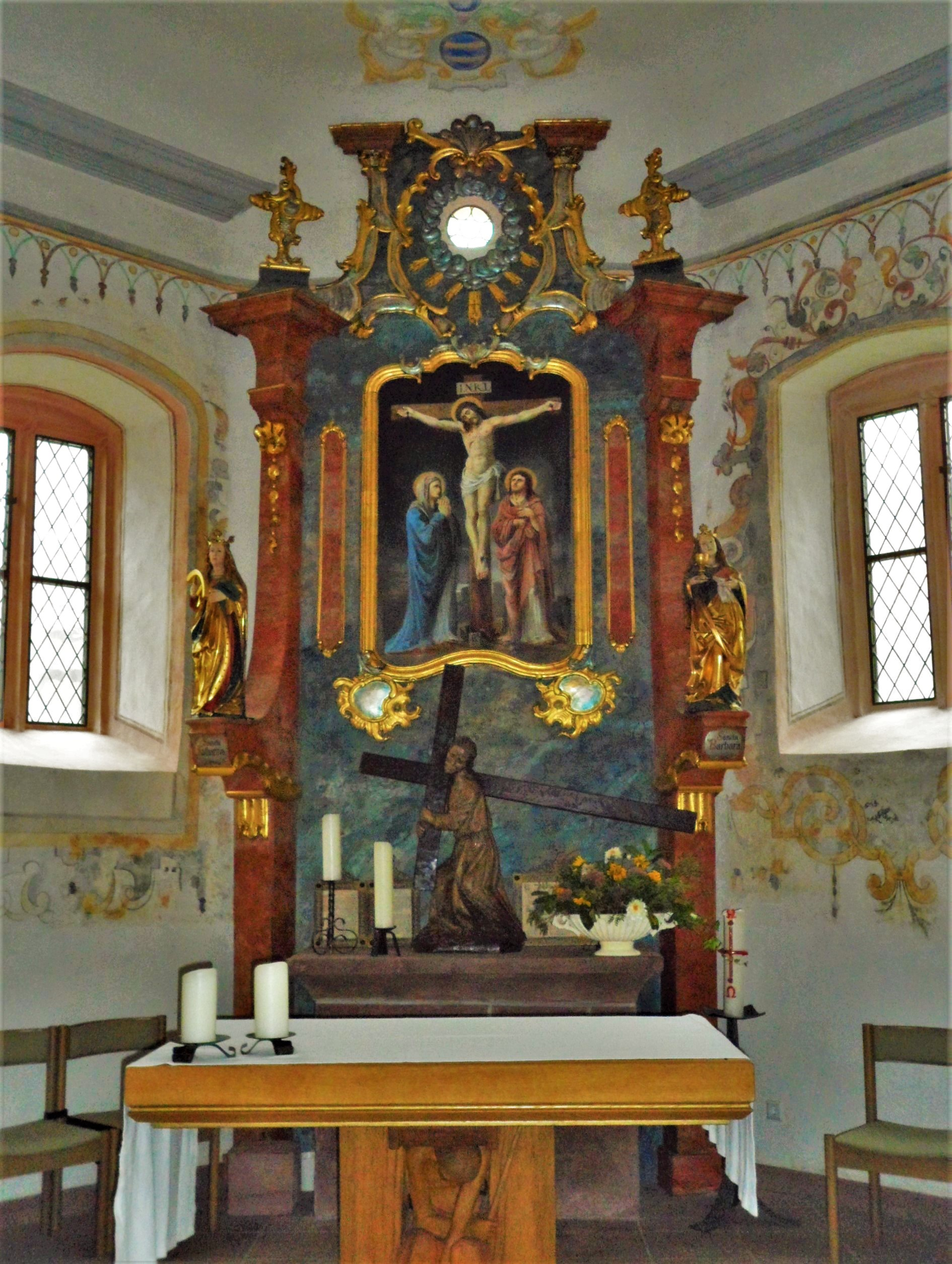
Altar der Heilig-Kreuz-Kirche
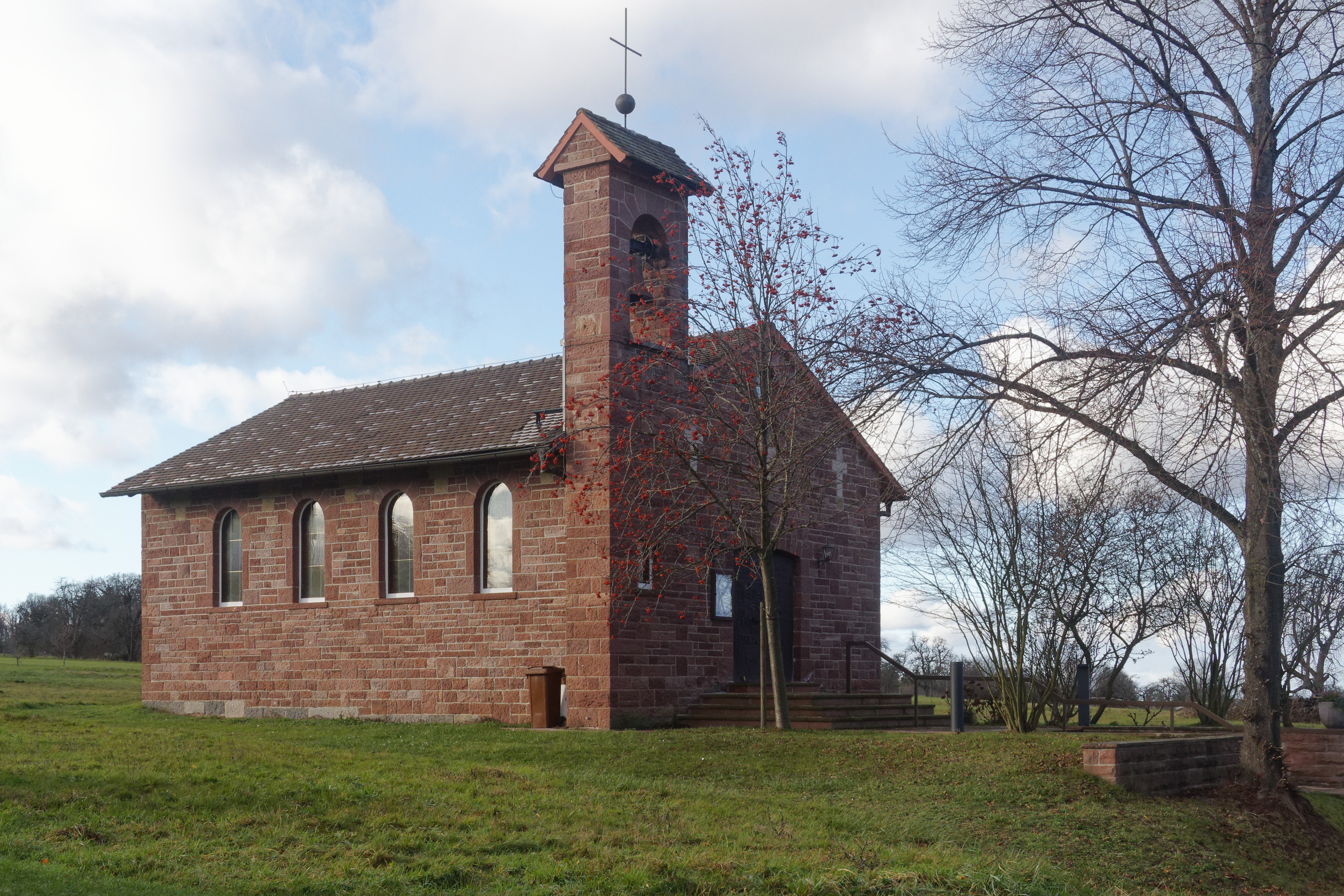
Evangelische Jesus-Christus-Kirche
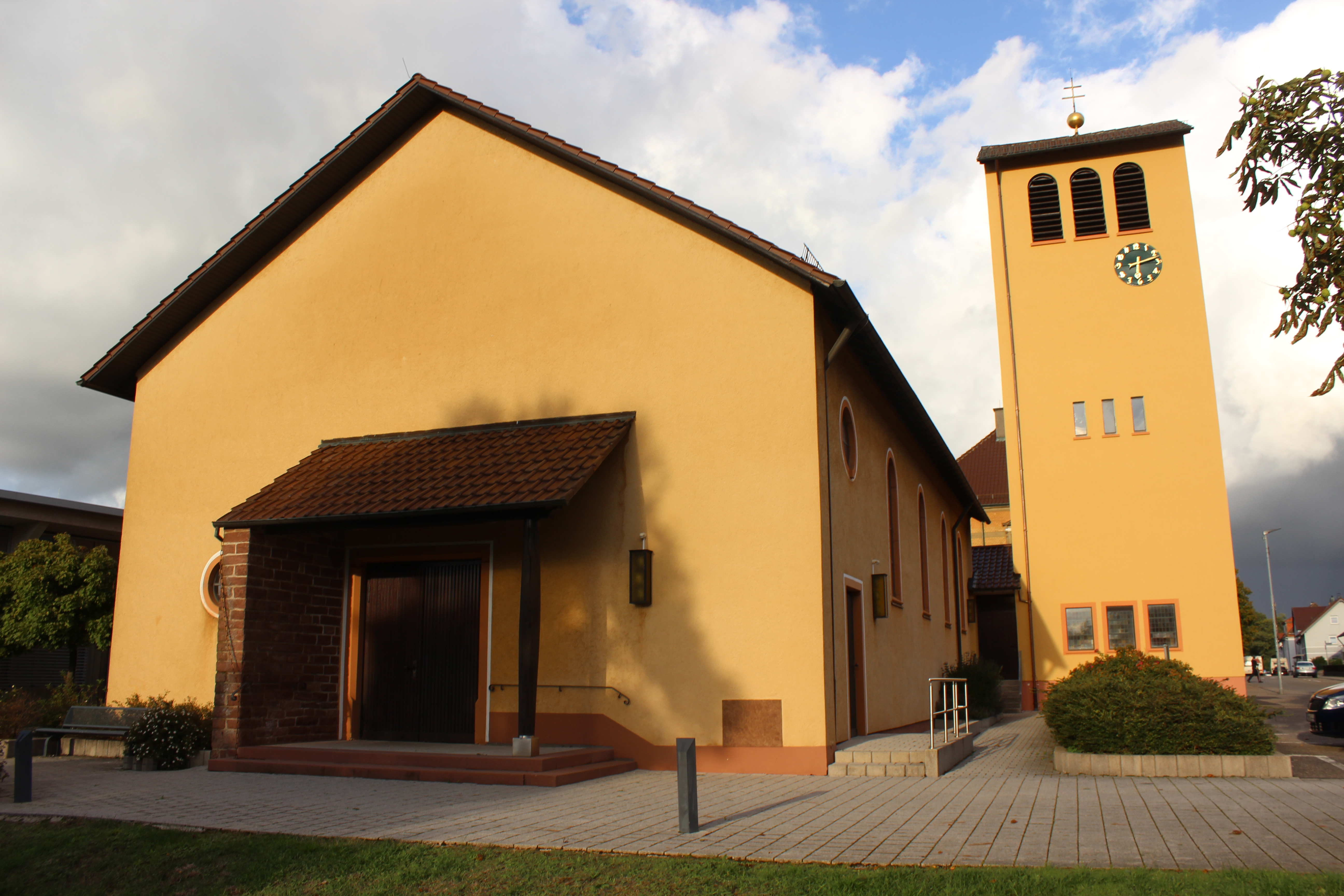
Katholische Kirche Maria Königin
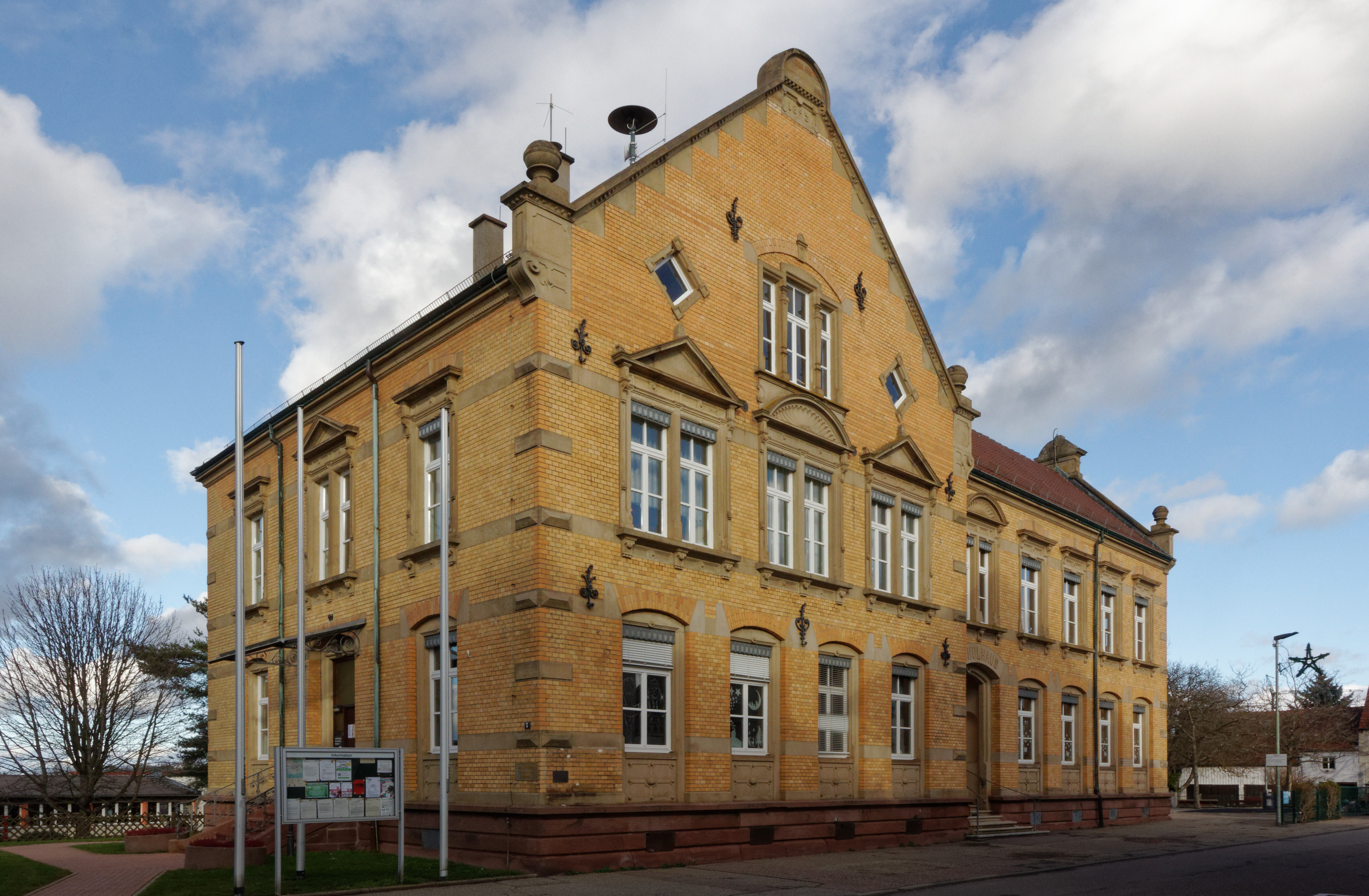
Altes Rathaus

## Persönlichkeiten
- Natenom (1980/1981–2024), Fahrradaktivist und -blogger, lebte zuletzt in Hohenwart[9]